# 西牟田駅
西牟田駅（にしむたえき）は、福岡県筑後市西牟田にある、九州旅客鉄道（JR九州）鹿児島本線の駅である。駅番号はJB19。

## 歴史

### 年表
- 1937年（昭和12年）5月17日：鉄道省が開設[1]。旅客駅[2]。
- 1944年（昭和19年）4月1日：一般運輸営業開始[2]。
- 1961年（昭和36年）10月1日：貨物取扱廃止[2]。
- 1971年（昭和46年）2月20日：荷物扱い廃止[3]。無人駅となる[4]。
- 1976年（昭和51年）：簡易駅舎に改築[5]。
- 1987年（昭和62年）4月1日：国鉄分割民営化により九州旅客鉄道が継承[2]。
- 1996年（平成08年）：再び有人駅となる[1]。
- 2009年（平成21年）3月1日：ICカードSUGOCAの利用を開始[6]。
- 2016年（平成28年）3月26日：再び無人駅化[7][8]。

### 駅名の由来
開業当時の地名（三潴郡西牟田村）が由来。西牟田村はのちに西牟田町に昇格した後筑後市と三潴町に分かれ、三潴町は町村合併し、現在は久留米市となっている。
「西牟田」の「牟田」とは「湿地を開墾した土地」で、文字通り「湿地を開墾した土地の西側の集落」という意味。大牟田にも見られるように、九州は湿地帯の多い土地柄のため「牟田」と付く地名が多い。

## 駅構造
相対式ホーム2面2線を有する地上駅。1971年に無人化されていたが、1996年（平成8年）に再び有人化された。有人化の際、無人駅当時に設けられた統一規格の簡易駅舎を改造して駅事務室を設けていたが、合理化に伴い2016年（平成28年）に再度無人化された。
JR九州鉄道営業が駅業務を行う業務委託駅だったが、2016年3月に無人駅化された。近距離きっぷの自動券売機、簡易SUGOCA改札機が設置されている。SUGOCAの利用が可能であるが、カード販売は行わずチャージのみ取り扱いを行う。

### のりば
| のりば | 路線       | 方向 | 行先                   |
| ------ | ---------- | ---- | ---------------------- |
| 1      | 鹿児島本線 | 上り | 久留米・鳥栖・博多方面 |
| 2      | 鹿児島本線 | 下り | 大牟田・熊本・八代方面 |

## 利用状況
2023年度の1日平均乗車人員は414人である。
各年度の1日平均利用人員は以下の通り。
| 年度               | 1日平均 乗車人員 | 1日平均 乗降人員 |
| ------------------ | ---------------- | ---------------- |
| 2006年（平成18年） | 530              | 非 公 表         |
| 2007年（平成19年） | 481              | 非 公 表         |
| 2008年（平成20年） | 464              | 非 公 表         |
| 2009年（平成21年） | 460              | 非 公 表         |
| 2010年（平成22年） | 461              | 非 公 表         |
| 2011年（平成23年） | 非 公 表         | 893              |
| 2012年（平成24年） | 非 公 表         | 876              |
| 2013年（平成25年） | 非 公 表         | 953              |
| 2014年（平成26年） | 非 公 表         | 878              |
| 2015年（平成27年） | 非 公 表         | 878              |
| 2016年（平成28年） | 430              |                  |
| 2017年（平成29年） | 427              |                  |
| 2018年（平成30年） | 438              | 861              |
| 2019年（令和元年） | 409              |                  |
| 2020年（令和02年） | 329              |                  |
| 2021年（令和03年） | 347              |                  |
| 2022年（令和04年） | 404              |                  |
| 2023年（令和05年） | 414              |                  |

## 駅周辺
筑後市の北端部にあたり、駅前を久留米市との市境が通っている。駅は西牟田地区の中心部から離れており、駅周辺は民家が立ち並ぶ閑静な場所である。利用者は通勤・通学客が多く、朝の上り快速が停車していた時期がある。
- 筑後市立筑後北小学校
- 九州大谷短期大学
- 知的障害者更生施設 赤坂園

駅周辺にバス路線はない。約1 km東側の国道209号にある西鉄バス一条バス停か、約1 km西側にある本町四つ角バス停が最寄り。

## 隣の駅
九州旅客鉄道（JR九州）
 鹿児島本線
■快速
通過
■区間快速（一部列車のみ停車）・■普通
荒木駅 (JB18) - 西牟田駅 (JB19) - 羽犬塚駅 (JB20)